# Авачинська бухта
Ава́чинська бухта, Ава́чинська губ́а (рос. Ав́ачинская б́ухта, рос. Ава́чинская губа́) — бухта Тихого океану на південно-східному березі півострова Камчатка. 

## Опис

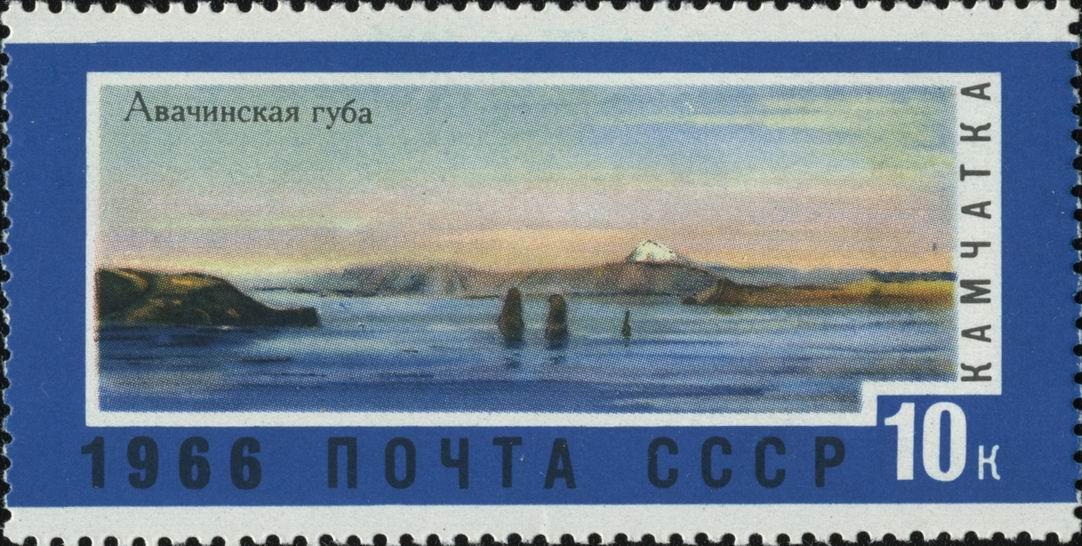
Авачинська бухта та скелі Три брати на поштовій марці СРСР.

Довжина 24 км, ширина (біля глибокого входу) 3 км, глибина близько 26 м. Друга за величиною бухта у світі . Добре захищена гірськими хребтами. Береги високі, урвисті, навколо розташовані 4 вулкана. Символом бухти є скелі Три брати біля входу праворуч з боку океану, по лівій стороні розташований острів Сторчікова .
У бухту впадають річки: Авача, що несе свої води з гори Баканг, Паратунка. 
Здатна вмістити весь світовий флот. Взимку замерзає. По берегах бухти знаходяться міста Петропавловськ-Камчатський і Вілючинськ. Обладнана маяками. Є головними транспортними «воротами» Камчатського краю. Також є основним місцем базування ВМФ Росії на Камчатському півострові.

## Світлини

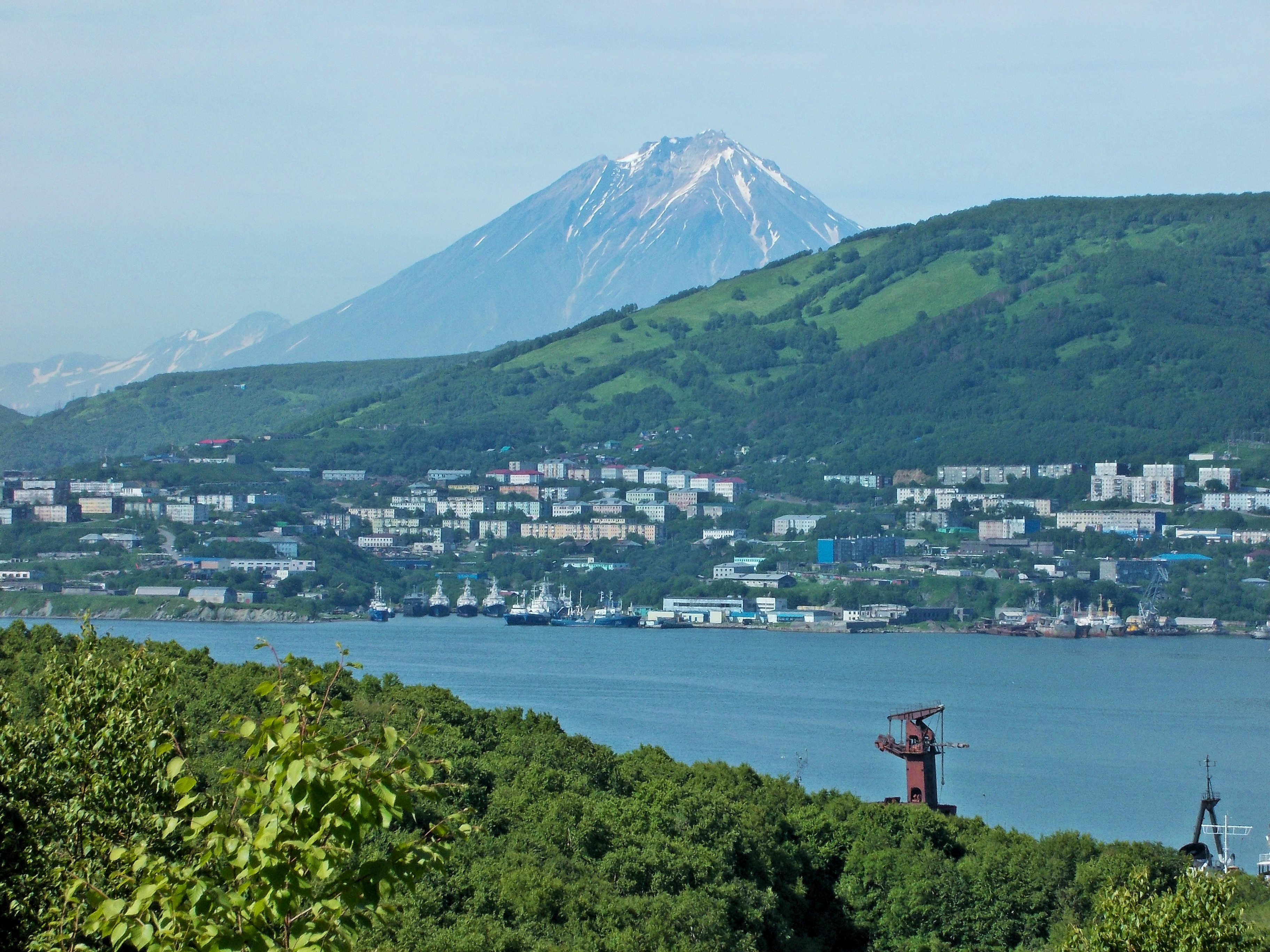
Авачинська бухта та Коряцька сопка
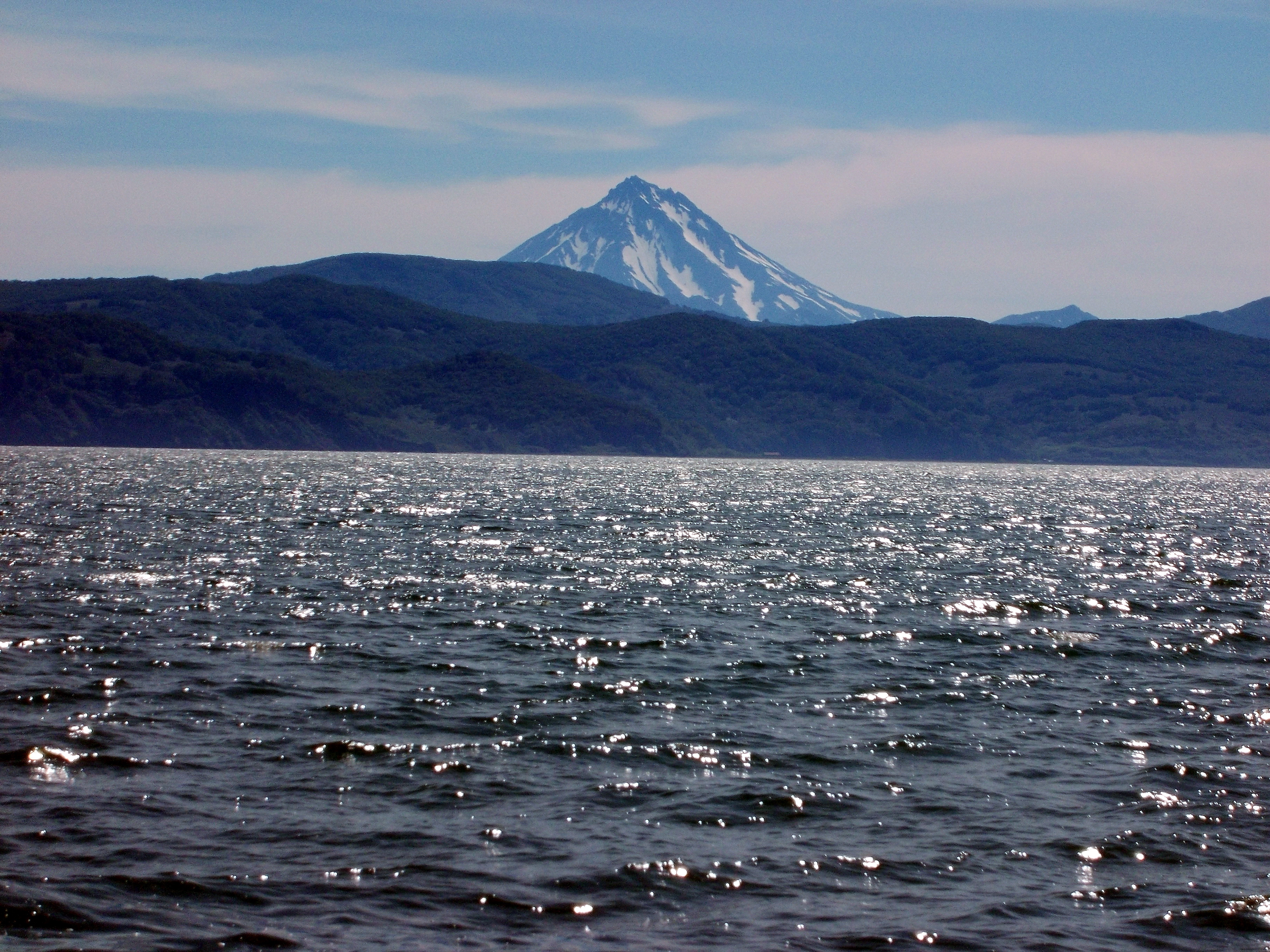
Авачинська бухта та вулкан Вілюченський, вид з Завойко
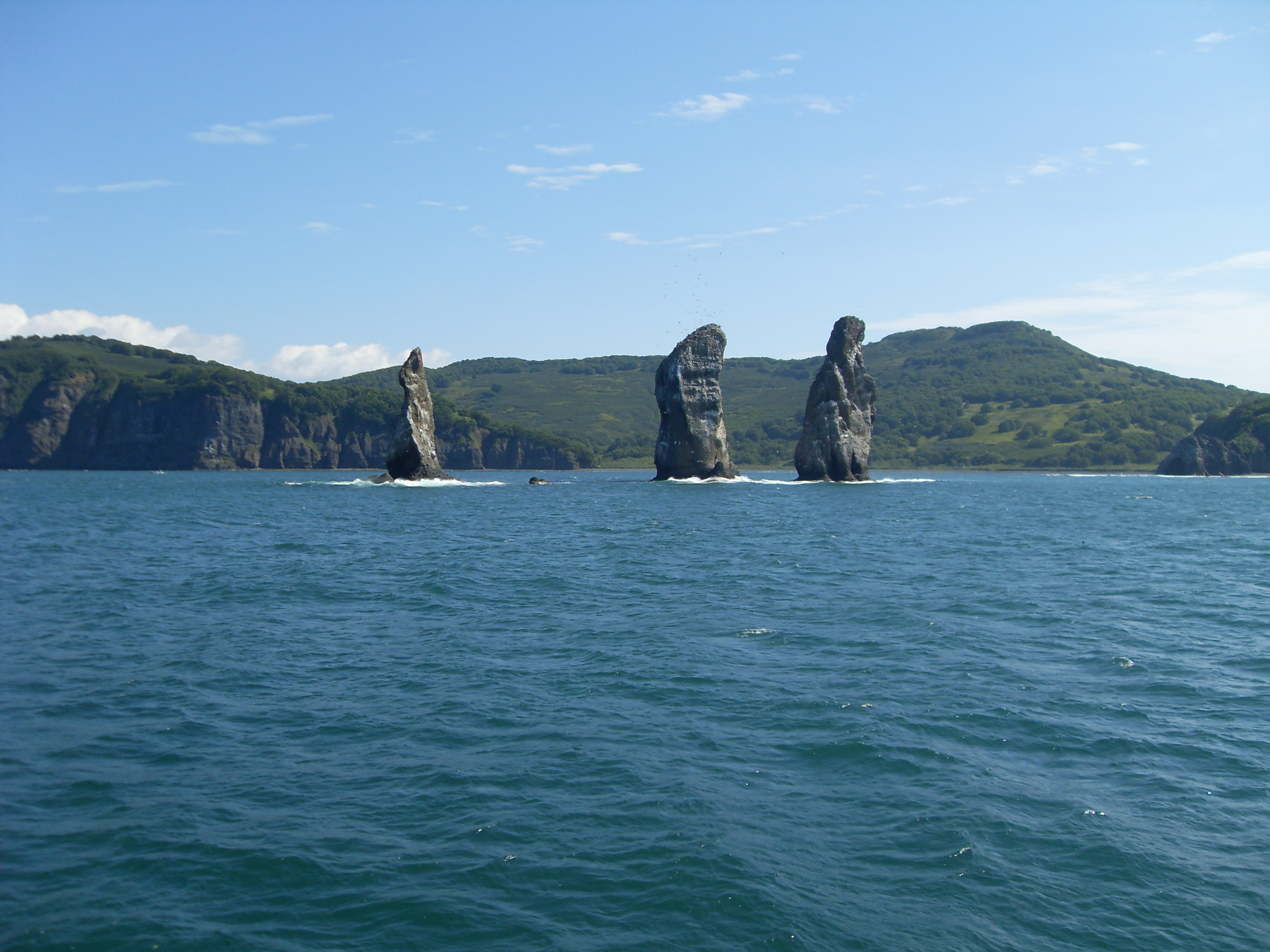
Три брати біля входу в Авачинську бухту.
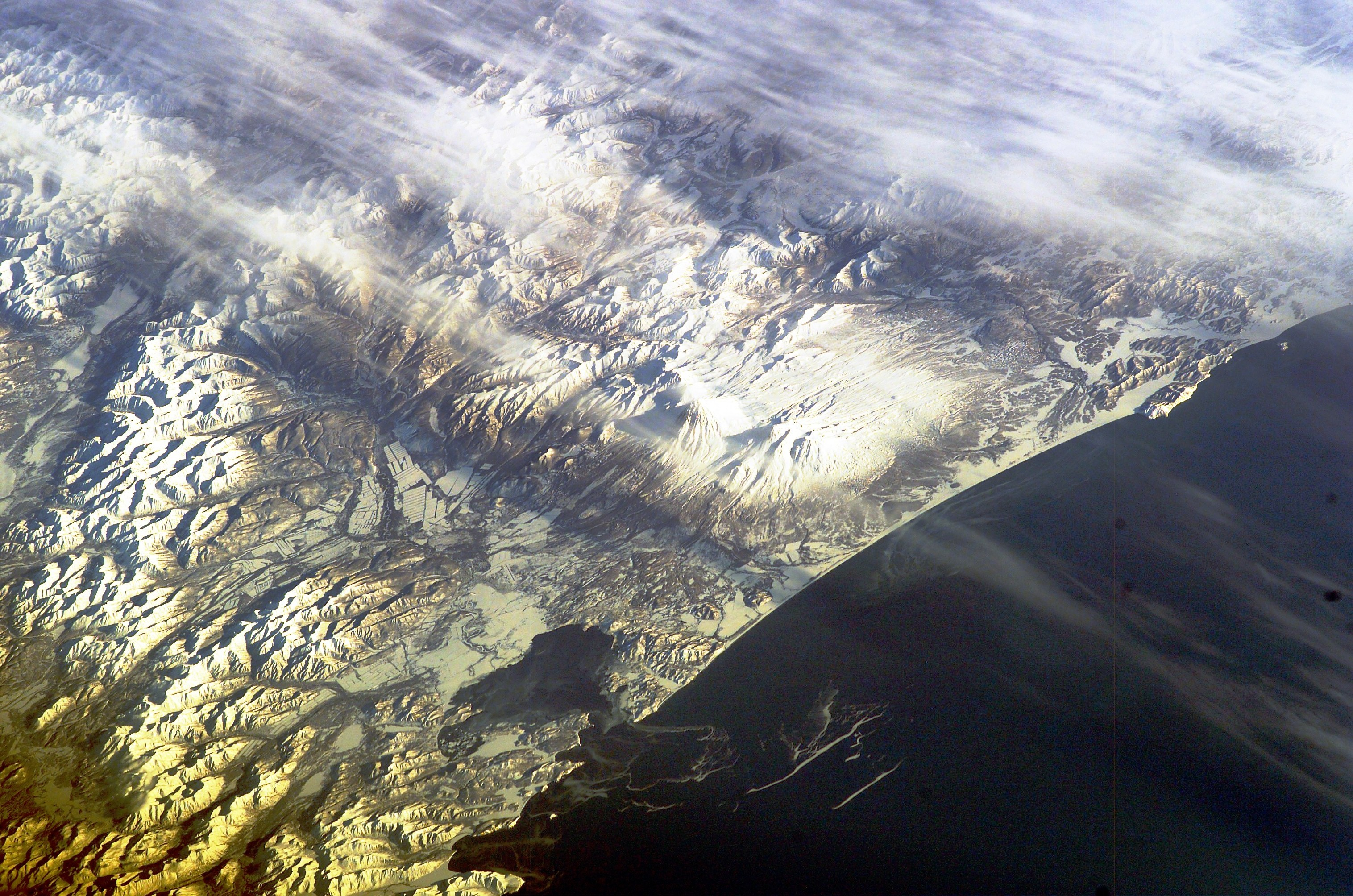
Авачинська Сопка та вулкан Корякський, на північ від Авачинської бухти.
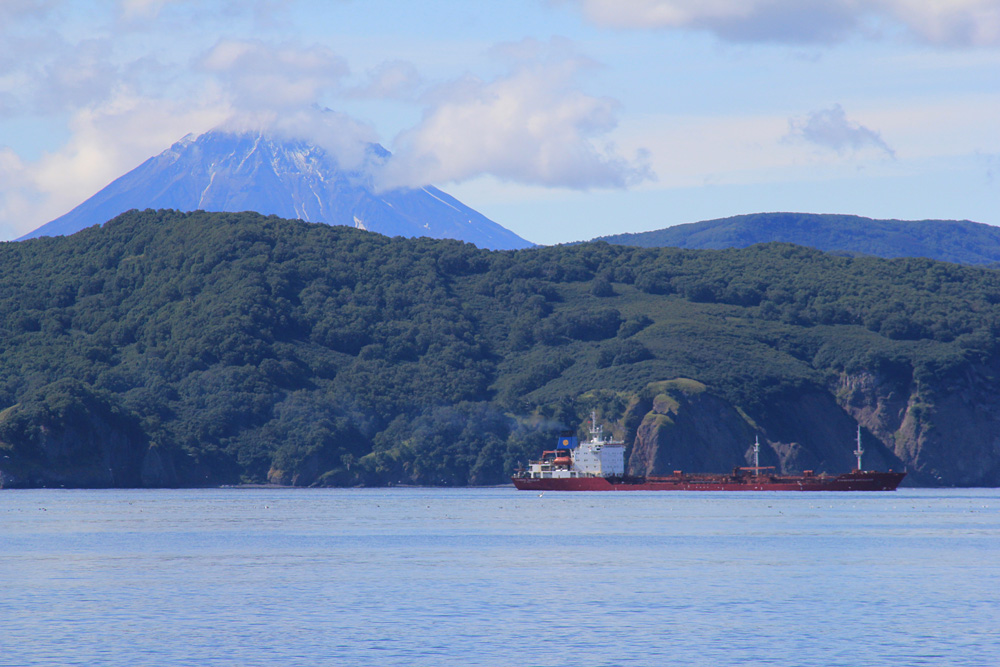
судно «Володимир Висоцкий» в Авачинській бухті
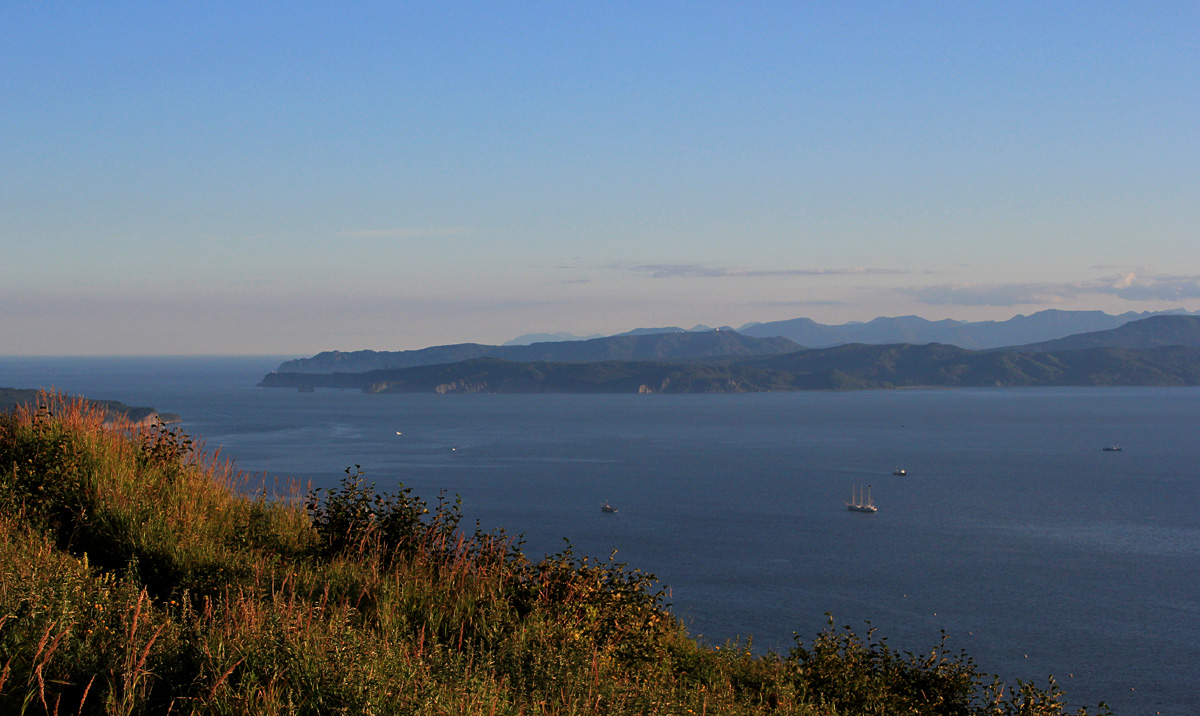
Авачинська бухта. Панорама з сопки Мішенна